# Elymnias dusara
Elymnias dusara är en fjärilsart som beskrevs av Thomas Horsfield 1829. Elymnias dusara ingår i släktet Elymnias och familjen praktfjärilar. Inga underarter finns listade i Catalogue of Life.